# Mezulla
Mezulla era una figlia di Tarhunna nella mitologia ittita.